# Tour de Romandie 2022
75. ročník etapového cyklistického závodu Tour de Romandie se konal mezi 26. dubnem a 1. květnem 2022 ve švýcarské francouzsky mluvící oblasti Romandie. Celkovým vítězem se stal Rus Alexandr Vlasov z týmu Bora–Hansgrohe. Na druhém a třetím místě se umístili Švýcar Gino Mäder (Team Bahrain Victorious) a Němec Simon Geschke (Cofidis). Závod byl součástí UCI World Tour 2022 na úrovni 2.UWT a byl osmnáctým závodem tohoto seriálu.

## Týmy
Závodu se zúčastnilo všech 18 UCI WorldTeamů, 1 UCI ProTeam a 1 národní tým. Alpecin–Fenix a Arkéa–Samsic dostaly automatické pozvánky jako nejlepší UCI ProTeamy sezóny 2021, oba týmy však svou pozvánku zamítly. Další 1 UCI ProTeam (Equipo Kern Pharma) a švýcarský národní tým pak byly vybrány organizátory závodu. Všechny týmy přijely se sedmi jezdci kromě týmu Lotto–Soudal se šesti jezdci a týmu EF Education–EasyPost s pěti jezdci. Michael Storer z týmu Groupama–FDJ neodstartoval prolog, celkem se tak na start postavilo 136 závodníků. Do cíle ve Villars dojelo 116 z nich.
UCI WorldTeamy
- AG2R Citroën Team
- Astana Qazaqstan Team
- Bora–Hansgrohe
- Cofidis
- EF Education–EasyPost
- Groupama–FDJ
- Ineos Grenadiers
- Intermarché–Wanty–Gobert Matériaux
- Israel–Premier Tech
- Lotto–Soudal
- Movistar Team
- Quick-Step–Alpha Vinyl
- Team Bahrain Victorious
- Team BikeExchange–Jayco
- Team DSM
- Team Jumbo–Visma
- Trek–Segafredo
- UAE Team Emirates

UCI ProTeamy
- Equipo Kern Pharma

Národní týmy
- Švýcarsko

## Trasa a etapy
| Etapa         | Datum         | Trasa                         | Vzdálenost | Typ       | Typ                  | Vítěz                |
| ------------- | ------------- | ----------------------------- | ---------- | --------- | -------------------- | -------------------- |
| P             | 26. dubna     | Lausanne                      | 5,12 km    |           | Individuální časovka | Ethan Hayter (GBR)   |
| 1             | 27. dubna     | La Grande Béroche – Romont    | 178 km     |           | Zvlněná etapa        | Dylan Teuns (BEL)    |
| 2             | 28. dubna     | Echallens – Echallens         | 168,2 km   |           | Zvlněná etapa        | Ethan Hayter (GBR)   |
| 3             | 29. dubna     | Valbroye – Valbroye           | 165,1 km   |           | Zvlněná etapa        | Patrick Bevin (NZL)  |
| 4             | 30. dubna     | Aigle – Zinal/Val d’Anniviers | 180,1 km   |           | Horská etapa         | Sergio Higuita (COL) |
| 5             | 1. května     | Aigle – Villars               | 15,84 km   |           | Individuální časovka | Alexandr Vlasov      |
| Celková délka | Celková délka | Celková délka                 | 712,36 km  | 712,36 km | 712,36 km            | 712,36 km            |

## Průběžné pořadí
| Etapa          | Vítěz           | Celkové pořadí  | Bodovací soutěž | Vrchařská soutěž | Soutěž mladých jezdců | Soutěž týmů       | Cena bojovnosti |
| -------------- | --------------- | --------------- | --------------- | ---------------- | --------------------- | ----------------- | --------------- |
| P              | Ethan Hayter    | Ethan Hayter    | Ethan Hayter    | neuděleno        | Ethan Hayter          | Ineos Grenadiers  | neuděleno       |
| 1              | Dylan Teuns     | Rohan Dennis    | Rohan Dennis    | Thomas Champion  | Mauro Schmid          | UAE Team Emirates | Antoine Debons  |
| 2              | Ethan Hayter    | Rohan Dennis    | Ethan Hayter    | Thomas Champion  | Mauro Schmid          | UAE Team Emirates | Nils Brun       |
| 3              | Patrick Bevin   | Rohan Dennis    | Ethan Hayter    | Krists Neilands  | Mauro Schmid          | UAE Team Emirates | Nans Peters     |
| 4              | Sergio Higuita  | Rohan Dennis    | Ethan Hayter    | Toms Skujiņš     | Juan Ayuso            | Groupama–FDJ      | Jon Izagirre    |
| 5              | Alexandr Vlasov | Alexandr Vlasov | Ethan Hayter    | Toms Skujiņš     | Juan Ayuso            | Team Jumbo–Visma  | neuděleno       |
| Konečné pořadí | Konečné pořadí  | Alexandr Vlasov | Ethan Hayter    | Toms Skujiņš     | Juan Ayuso            | Team Jumbo–Visma  | Nils Brun       |

- V 1. etapě nosil Rohan Dennis, jenž byl druhý v bodovací soutěži, oranžový dres, protože vedoucí závodník této klasifikace Ethan Hayter nosil zelený dres pro lídra celkového pořadí. Ze stejného důvodu nosil Ethan Vernon bílý dres pro lídra soutěže mladých jezdců.
- V 2. etapě nosil Dylan Teuns, jenž byl druhý v bodovací soutěži, oranžový dres, protože vedoucí závodník této klasifikace Rohan Dennis nosil zelený dres pro lídra celkového pořadí.

## Konečné pořadí
| Legenda | Legenda                          | Legenda | Legenda                               |
| ------- | -------------------------------- | ------- | ------------------------------------- |
|         | Označuje lídra celkového pořadí  |         | Označuje lídra soutěže mladých jezdců |
|         | Označuje lídra bodovací soutěže  |         | Označuje lídra soutěže týmů           |
|         | Označuje lídra vrchařské soutěže |         | Označuje vítěze ceny bojovnosti       |

### Celkové pořadí
| Pořadí | Jezdec                 | Tým                     | Čas         |
| ------ | ---------------------- | ----------------------- | ----------- |
| 1      | Alexandr Vlasov        | Bora–Hansgrohe          | 18h 00' 59" |
| 2      | Gino Mäder (SUI)       | Team Bahrain Victorious | + 50"       |
| 3      | Simon Geschke (GER)    | Cofidis                 | + 55"       |
| 4      | Juan Ayuso (ESP)       | UAE Team Emirates       | + 1' 22"    |
| 5      | Ben O'Connor (AUS)     | AG2R Citroën Team       | + 1' 47"    |
| 6      | Damiano Caruso (ITA)   | Team Bahrain Victorious | + 1' 51"    |
| 7      | Steven Kruiswjik (NED) | Team Jumbo–Visma        | + 1' 52"    |
| 8      | Rohan Dennis (AUS)     | Team Jumbo–Visma        | + 1' 54"    |
| 9      | Luke Plapp (AUS)       | Ineos Grenadiers        | + 2' 08"    |
| 10     | Einer Rubio (COL)      | Movistar Team           | + 2' 13"    |

### Bodovací soutěž
| Pořadí | Jezdec                | Tým                                | Čas |
| ------ | --------------------- | ---------------------------------- | --- |
| 1      | Ethan Hayter (GBR)    | Ineos Grenadiers                   | 110 |
| 2      | Alexandr Vlasov       | Bora–Hansgrohe                     | 96  |
| 3      | Rohan Dennis (AUS)    | Team Jumbo–Visma                   | 81  |
| 4      | Quinten Hermans (BEL) | Intermarché–Wanty–Gobert Matériaux | 61  |
| 5      | Patrick Bevin (NZL)   | Israel–Premier Tech                | 55  |
| 6      | Dylan Teuns (BEL)     | Team Bahrain Victorious            | 50  |
| 7      | Toms Skujiņš (LAT)    | Trek–Segafredo                     | 50  |
| 8      | Juan Ayuso (ESP)      | UAE Team Emirates                  | 50  |
| 9      | Ben O'Connor (AUS)    | AG2R Citroën Team                  | 50  |
| 10     | Damiano Caruso (ITA)  | Team Bahrain Victorious            | 45  |

### Vrchařská soutěž
| Pořadí | Jezdec                | Tým                    | Body |
| ------ | --------------------- | ---------------------- | ---- |
| 1      | Toms Skujiņš (LAT)    | Trek–Segafredo         | 49   |
| 2      | James Knox (GBR)      | Quick-Step–Alpha Vinyl | 34   |
| 3      | Krists Neilands (LAT) | Israel–Premier Tech    | 20   |
| 4      | Nils Brun (SUI)       | Švýcarsko              | 17   |
| 5      | Óscar Rodríguez (ESP) | Movistar Team          | 16   |
| 6      | Thomas Champion (FRA) | Cofidis                | 15   |
| 7      | Jon Izagirre (ESP)    | Cofidis                | 15   |
| 8      | Einer Rubio (COL)     | Movistar Team          | 12   |
| 9      | Antoine Debons (SUI)  | Švýcarsko              | 11   |
| 10     | Andrey Amador (CRC)   | Ineos Grenadiers       | 10   |

### Soutěž mladých jezdců
| Pořadí | Jezdec                   | Tým                    | Čas         |
| ------ | ------------------------ | ---------------------- | ----------- |
| 1      | Juan Ayuso (ESP)         | UAE Team Emirates      | 18h 02' 21" |
| 2      | Luke Plapp (AUS)         | Ineos Grenadiers       | + 46"       |
| 3      | Einer Rubio (COL)        | Movistar Team          | + 51"       |
| 4      | Sean Quinn (USA)         | EF Education–EasyPost  | + 2' 06"    |
| 5      | Marc Hirschi (SUI)       | UAE Team Emirates      | + 3' 04"    |
| 6      | Mauro Schmid (SUI)       | Quick-Step–Alpha Vinyl | + 3' 22"    |
| 7      | Finn Fisher-Black (NZL)  | UAE Team Emirates      | + 3' 56"    |
| 8      | Andreas Leknessund (NOR) | Team DSM               | + 5' 43"    |
| 9      | Abner Gonzáles (PUR)     | Movistar Team          | + 5' 44"    |
| 10     | Ben Healy (IRL)          | EF Education–EasyPost  | + 12' 30"   |

### Soutěž týmů
| Pořadí | Tým                     | Čas         |
| ------ | ----------------------- | ----------- |
| 1      | Team Jumbo–Visma        | 54h 09' 15" |
| 2      | Team Bahrain Victorious | + 2' 14"    |
| 3      | Groupama–FDJ            | + 2' 20"    |
| 4      | Movistar Team           | + 2' 26"    |
| 5      | Bora–Hansgrohe          | + 3' 30"    |
| 6      | UAE Team Emirates       | + 4' 03"    |
| 7      | Ineos Grenadiers        | + 5' 33"    |
| 8      | Cofidis                 | + 6' 42"    |
| 9      | Trek–Segafredo          | + 8' 42"    |
| 10     | Israel–Premier Tech     | + 10' 11"   |